# Adolf Busch
Adolf Busch (Siegen, Westfàlia, 8 d'agost de 1891 - Guilford, 9 de juny de 1952) fou un compositor i violinista alemany.
Estudià en el Conservatori de Colònia i a Bonn, sent els seus mestres Eldering i Steinbach, en el primer i Grüters en la segona com a professor de composició. Des de 1907 i associat amb Max Reger feu extenses gires artístiques per Alemanya i l'estranger. El 1912 la Konzertveiren de Viena li confià la direcció de les seves sessions artístiques i el 1918 succeí a Marteau com a professor de la Hochschule, de Berlín. A partir de 1919 fou director i component d'un notable quartet de corda que portava el seu nom i completat per Andreasson, Doctor, Grümmer, com a pianista acompanyant Serkin. La crítica alemanya considerava Busch com un dels primers violinistes alemanys del seu temps.
Va escriure gran nombre d'obres per a violí, violoncel, quartet de corda, piano i orgue, així com gran quantitat de lieder amb acompanyament de piano i orquestra. Les seves composicions per a orquestra són:
- l'obertura König Oedipus i Lustspiel;
- unes Variacions sobre la Marxa Radetzky, d'altres sobre un tema de Mozart, per a petita orquestra.
- la lamentació Darthulas Grabgesang i la Fantasia sinfonica.